# Groot mosklokje
Het groot mosklokje (Galerina clavata) is een schimmel uit de stam der steeltjeszwammen in de familie Hymenogastraceae. Het groeit op vochtige bodems op mos. Het vruchtlichaam van het groot mosklokje is een relatief kleine, geheel geelbruine paddenstoel. 

## Kenmerken

### Uiterlijke kenmerken
Hoed
De hoed heeft een diameter van 5 tot 18 mm. De kleur is vaal tot oker, bleker en geler aan de rand. De vorm is aanvankelijk klokvormig en later uitgespreid. 
Lamellen
De lamellen en tussenlamellen zijn wijd uitstaand. 
Steel
De steel heeft een lengte van 15 tot 60 mm en een dikte van 1 tot 2 mm. De steel is dun, bleek geelbruin, vaak bedekt met fijne velumresten. De sluier is wit, blijft als fibrillen op de steel.

### Microscopische kenmerken
De basidia zijn 4-sporig en meten 26,6-42,5 × 8,6-12,4 µm. De basidiosporen zijn roestbruin, hebben een wratachtig uiterlijk en meten 11,6-15,4 × 6,8-9,5 µm. Op de lamellen groeien cystiden die aan de bovenzijde knopvormig verbreed zijn. De cheilocystidia meten 36-64 × 6,8-18 × 2,1-3,8 × 2,6-9,8 µm. De pleurocystidia zijn niet aanwezig. Er zijn geen gespen.

## Verspreiding
Het groot mosklokje groeit voornamelijk tussen mossen in graslanden en gazons. Hij kan verward worden met het grasmosklokje (G. laevis) die ook in graslanden groeit. Deze heeft echter een gladde steel en kleinere, gladde sporen. Het groot mosklokje is een algemene soort in Nederland en België.

## Foto's

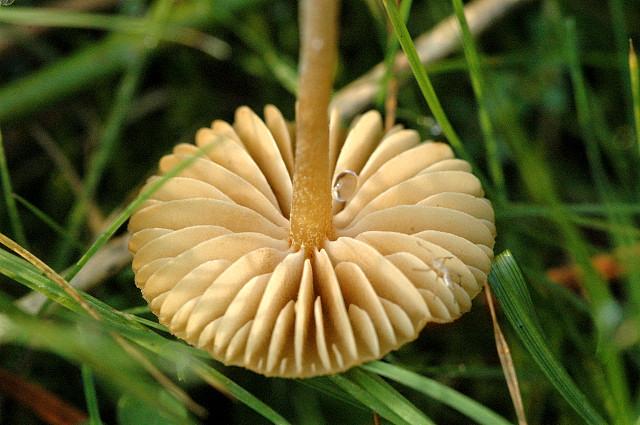
Lamellen
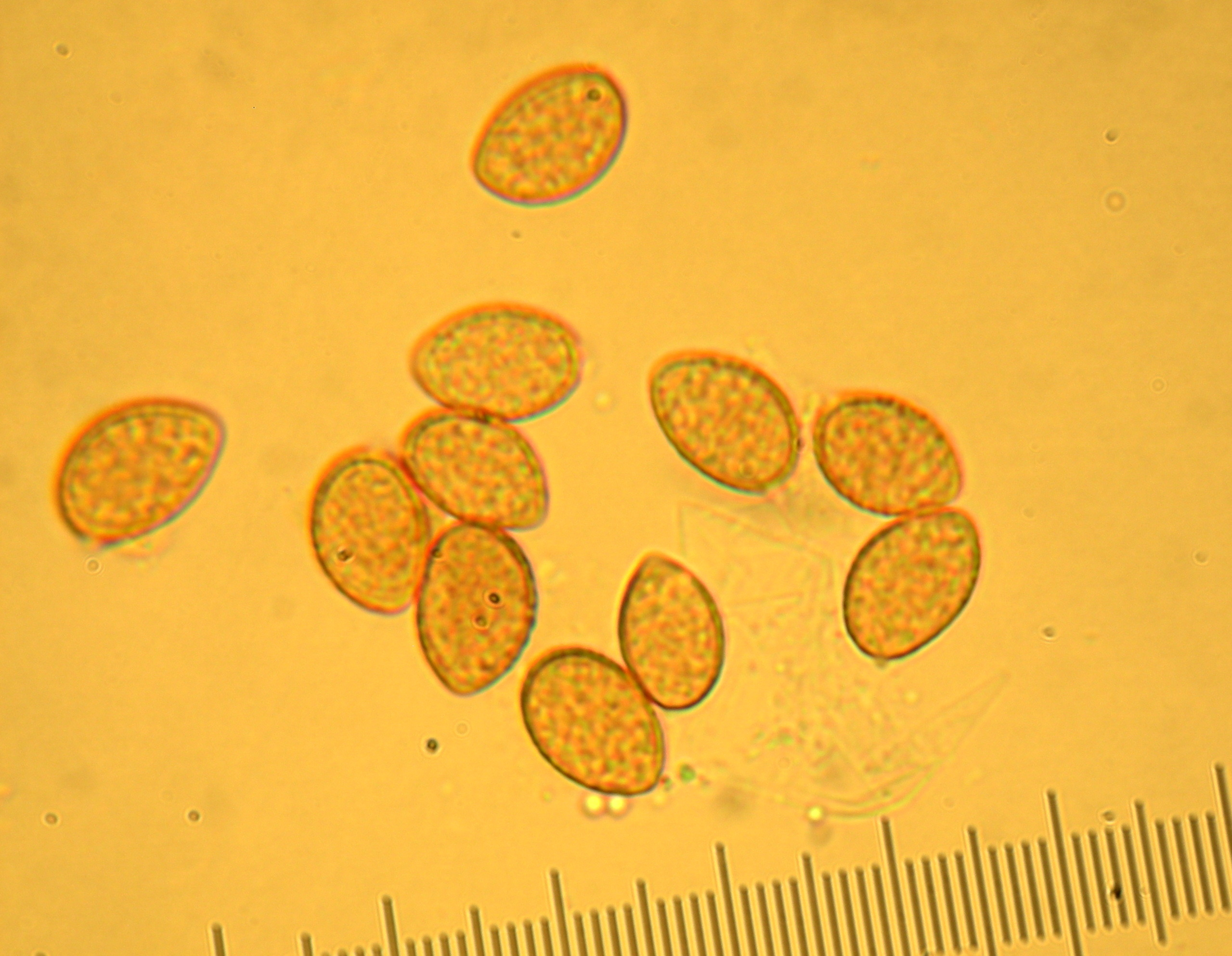
Sporen
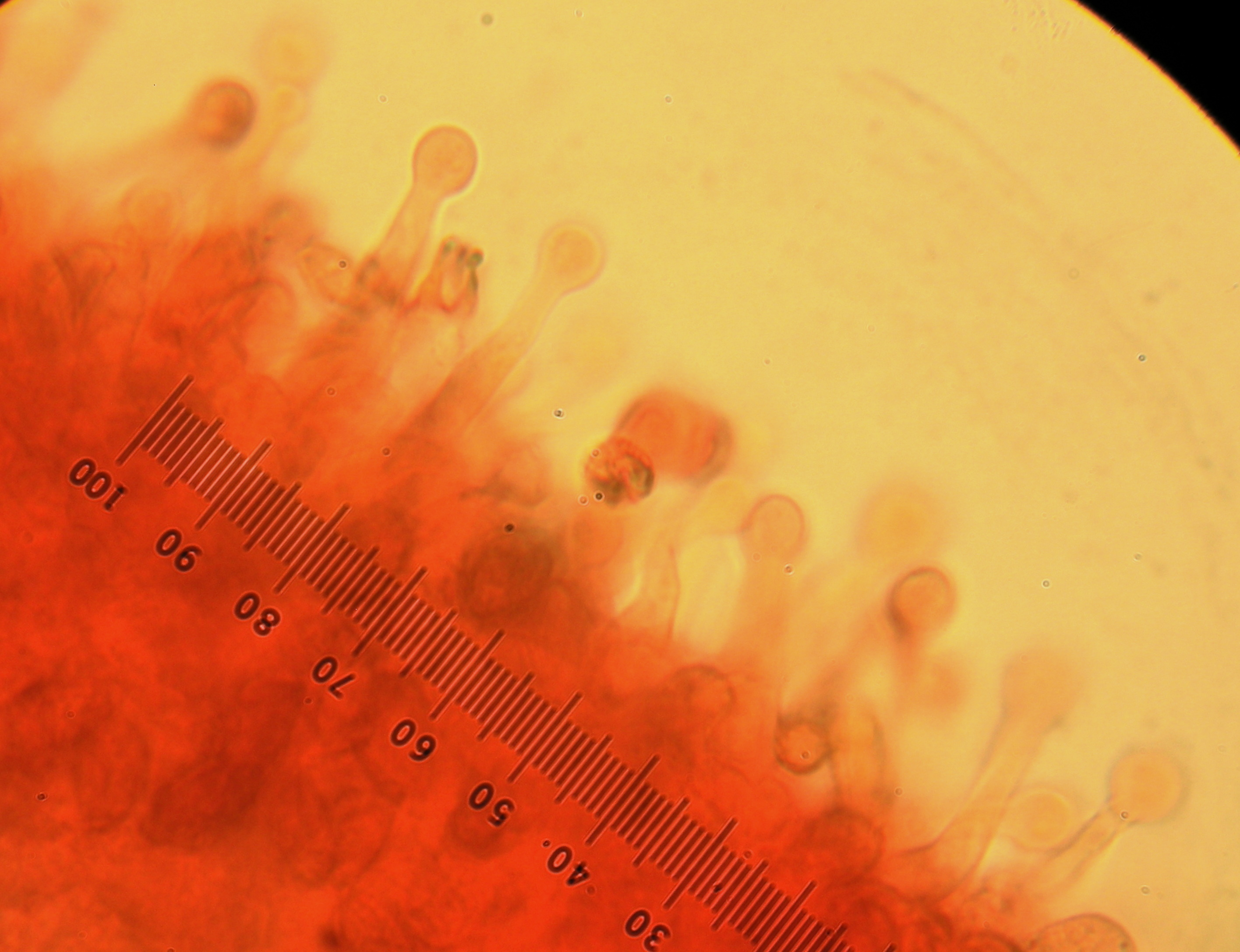
Cheilocystiden